# Поймай толстуху, если сможешь
«Поймай толстуху, если сможешь» (англ. Identity Thief, «Кража личности») — американский кинофильм 2013 года режиссёра Сета Гордона с Мелиссой Маккарти и Джейсоном Бейтманом в главных ролях.

## Сюжет
Фильм представляет собой смесь бадди-муви с роуд-муви, и основное действие происходит на дороге. В центре сюжета находится финансист Сэнди Бигелоу Паттерсон, который узнаёт, что мошенница по имени Диана крадёт его деньги с кредитной карты. Он отправляется на её поимку, но она тем временем убегает от ещё ряда обманутых ею людей. Сэнди и не подозревает что ему придется договариваться с ней, создав, для достижения своей цели, преступный тандем.
А тем временем по их следу (точнее — за Дианой) идут нанятые «охотники за головами». И хотя паре удается уйти от них, они попадают в руки полиции. Далее Сэнди таки оправдывают, ну а Диана...

## В ролях
- Джейсон Бейтман — Сэнди Бигелоу Паттерсон
- Мелисса Маккарти — Доун Баджи (Диана)
- Джон Фавро — Гарольд Корниш
- Аманда Пит — Триш Паттерсон
- T.I. — Джулиан
- Генезис Родригес — Марисоль
- Моррис Честнат — детектив Райли
- Джон Чо — Дэниел Кейси
- Роберт Патрик — охотник за головами
- Эрик Стоунстрит — Большой Чак

## Прокат
Фильм вышел в прокат 8 февраля 2013 года (первоначально должен был выйти 10 мая, однако после дата была перенесена на 8 февраля) и получил в основном негативные отзывы критиков, хотя большинство из них хвалили игру Мелиссы Маккарти и отмечали, что она является единственной яркой частью картины.
Фильм стартовал в прокате с первого места со сборами 36 миллионов, что значительно больше, чем у конкурентов.